# Hypercodia
Hypercodia là một chi bướm đêm thuộc họ Noctuidae.